# واکنشگر تولنس

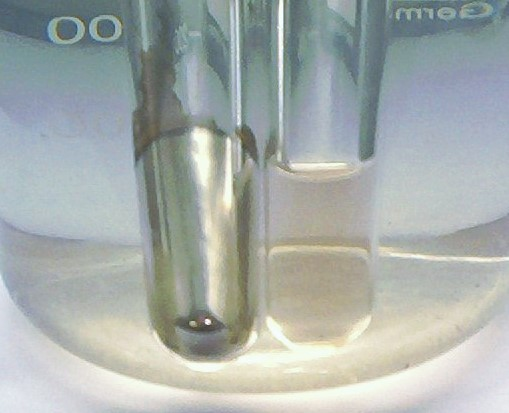
آزمون تولنز برای تشخیص آلدهیدها: سمت چپ نتیجه مثبت (آینه ای شدن)، سمت راست نتیجه منفی

واکنشگر تولنس یا تولنز (انگلیسی: Tollens' reagent) یک واکنشگر شیمیایی است که جهت تشخیص آلدهیدها از کتون‌ها مورد استفاده قرار می گیرد. این واکنشگر شامل ترکیبی از نقره نیترات، آمونیاک و سدیم هیدروکسید است که نخستین بار توسط شیمیدان آلمانی برنارد تولنز کشف شد.